# Gaius Marcius Coriolanus
G(n)aius Marcius Coriolanus was een staatsman, militair en legendarische held uit de oudste geschiedenis van Rome. Op deze figuur is Shakespeare’s drama Coriolanus, de film Coriolanus en Beethovens gelijknamige ouverture Coriolanus geïnspireerd.

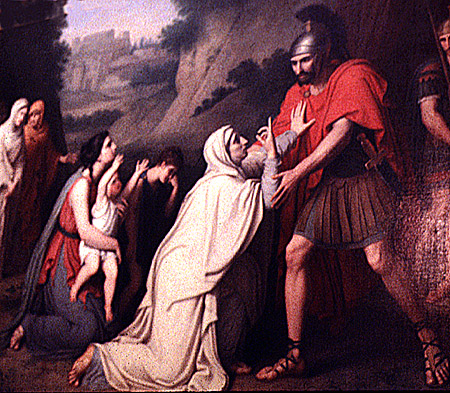
"Veturia aan de voeten van Coriolanus" door Gaspare Landi

Zijn oorspronkelijke naam was G(n)aius Marcius. Als jongen van zeventien had hij zich reeds in de oorlog onderscheiden. Tijdens een militaire campagne tegen de Volsci konden de Romeinen, dankzij zijn heldhaftige gedrag, de vestingstad Corioli innemen. Toen de consuls hem achteraf wilden belonen daarvoor, wees hij alle materiële beloningen van de hand, en aanvaardde enkel de eretitel Coriolanus, ter nagedachtenis aan zijn aandeel in de verovering van Corioli.
Als patriciër stond Coriolanus echter vijandig tegen de sociale ontvoogding van de plebejers. Toen hij kandideerde voor het consulaat, en een goede kans maakte om verkozen te worden, begonnen de tribuni plebis tegen hem te ageren, waardoor hij uiteindelijk niet verkozen werd. Hij was de plebejers daar niet bepaald dankbaar voor en deed geen enkele moeite zijn gevoelens te onderdrukken. Toen er een tijdje later in de senaat gedebatteerd werd over graanuitdelingen ten behoeve van het noodlijdende volk, toonde Coriolanus zich een verwoede tegenstander. Als reactie daarop werd hij door de tribuni ervan beschuldigd dat hij tegen de wet handelde en naar de dictatuur streefde. Hij verscheen uit minachting niet op de dagvaarding en werd bij verstek veroordeeld tot verbanning, waarna hij Rome verliet.
In Antium zocht hij toenadering tot Attius Tullius, de aanvoerder van de Volsci. Deze was onmiddellijk bereid hem te helpen om wraak te nemen. Aan het hoofd van een vijandelijke legermacht van Volsci keerde hij vanuit Antium terug om Rome te veroveren. Van zijn voornemen om zijn vaderstad te belegeren en in te nemen zag hij enkel af op de smeekbeden van zijn moeder Veturia, zijn vrouw Volumnia en zijn kinderen. De pathetische woorden van zijn moeder maakten diepe indruk op hem, zodat hij rechtsomkeer maakte. Volgens sommige bronnen werd hij daarna door de ontgoochelde Volsci wegens verraad ter dood gebracht (in 488 v.Chr.).
Mogelijk is het hele verhaal slechts een legende met als historische achtergrond de precaire voedselbevoorrading van Rome, en de militaire dreiging van de Volsci aan het begin van de 5e eeuw v.Chr..